# مورچه‌پیتای بیشه
مورچه‌پیتای بیشه (نام علمی: Myrmothera dives)، گونه‌ای از پرندگان خانواده مورچه‌پیتایان است که در کلمبیا، کاستاریکا، هندوراس، نیکاراگوئه، پاناما و شاید اکوادور یافت می‌شود. زیستگاه‌های طبیعی آن جنگل‌های جلگه‌ای نمناک نیمه‌گرمسیری یا گرمسیری و جنگل‌های پیشین به‌شدت دگرگون‌شده‌است.